# أوليفر فار
أوليفر فار (بالإنجليزية: Oliver Farr)‏ هو لاعب غولف بريطاني، ولد في 25 مارس 1988 في ريديتش في المملكة المتحدة.

## وصلات خارجية
- الموقع الرسمي
- أوليفر فار على موقع رابطة أوروبا للاعبي الغولف المحترفين (الإنجليزية)
- أوليفر فار على موقع التصنيف العالمي الرسمي للغولف (الإنجليزية)